# Giovanni Sacchi (calciatore)
Giovanni Sacchi (Milano, 11 aprile 1940) è un ex calciatore italiano, di ruolo libero.

## Carriera
In carriera ha indossato solamente la maglia del Lecco, disputando quattordici campionati: tre in Serie A, sette in Serie B e quattro in Serie C.
Ha totalizzato complessivamente 17 presenze e 2 reti in A, e 254 presenze in B.

## Palmarès
- Campionato italiano Serie C: 1

Lecco: 1971-1972 (girone A)